# Country-dance
Country-dance – taniec ludowy pochodzenia angielskiego. Popularny w  XVII i XVIII wieku. Tańczony w grupach. Zbudowany jest z ośmiu taktów, w każdym z nich znajdują się 4 nuty. Typowym country-dance jest Bloomsbury Market – skomponowany około 1703 roku.